# Dominique Arnould
Dominique Arnould (Luxeuil-les-Bains, Alt Saona, 19 de novembre de 1966) va ser un ciclista francès que fou professional entre 1988 i el 2004. Va combinar la carretera amb el ciclo-cross i la bicicleta de muntanya.
Els seus èxits esportius més importants com a professional foren el Campionat del món de ciclocròs de 1993 i una etapa del Tour de França del 1992. També fou cinc vegades campió francès de ciclo-cross entre el 1993 i el 2003.
En retirar-se del ciclisme professional va passar a assumir responsabilitats de director esportiu a l'equip francès Bbox Bouygues Telecom.

## Palmarès en ruta
- 1987
  - 1r a la Ronde de l'Isard d'Ariège
- 1992
  - 1r al Giro de la Pulla i vencedor d'una etapa
  - Vencedor d'una etapa al Tour de França

### Resultats al Tour de França
- 1991. 68è de la classificació general
- 1992. 48è de la classificació general. Vencedor d'una etapa
- 1993. 81è de la classificació general
- 1996. Abandona (10a etapa)

### Resultats al Giro d'Itàlia
- 1991. 29è de la classificació general
- 1992. 25è de la classificació general

## Palmarès en ciclocròs
- 1988-1989
  -  Campió de França de ciclocròs
- 1992-1993
  -  Campió del món de ciclocròs
  -  Campió de França de ciclocròs
- 1993-1994
  -  Campió de França de ciclocròs
- 2001-2002
  -  Campió de França de ciclocròs
- 2002-2003
  -  Campió de França de ciclocròs